# Master of Commerce
Dieser Artikel wurde aufgrund inhaltlicher und/oder formaler Mängel auf der Qualitätssicherungsseite des Portals Wirtschaft eingetragen. 
Du kannst helfen, indem du die dort genannten Mängel beseitigst oder dich an der Diskussion beteiligst.
Master of Commerce (M.Com. oder Magister Commercii) ist ein spezialisiertes Masterstudium mit Schwerpunkt auf handels-, management- und wirtschaftswissenschaftliche Themen, welcher ebenso wie der Bachelor of Commerce, in Nationen des Commonwealth üblich ist.

## Struktur im Vergleich zu anderen Abschlüssen
Der Master of Commerce ist ein in der Regel eineinhalb- bis zweijähriges Vollzeitstudium. Der Lehrplan des M. Com. ist auf ein Fachgebiet, wie z. B. Rechnungswesen, Volkswirtschaftslehre, Statistik, Finanzierung oder Marketing und die diesem zugrunde liegende Theorie spezialisiert. 
Angesichts dieser Struktur unterscheidet sich der Master of Commerce von anderen Master-Studiengängen, wie z. B. dem Master of Business Administration (MBA), welcher in der Regel keine Spezialisierung enthält. Einige Hochschulen bieten den Master of Commerce jedoch auch in General Management an, welcher sich inhaltlich kaum von einem MBA unterscheidet.
Die Zulassung zum M. Com. ist an einen wirtschaftswissenschaftlich ausgerichteten Bachelor-Abschluss (wie z. B. einem Bachelor of Commerce, Bachelor of Science (B.Sc.) in BWL/VWL oder Bachelor of Arts (B.A.) in BWL/VWL) oder einem ähnlichen akademischen Grad geknüpft. Im Allgemeinen wird für die direkte Zulassung zum M. Com. aus einem vorher absolvierten BCom Studiengang ein "Honours degree" benötigt. Einige M.-Com.-Programme akzeptieren jedoch mittlerweile auch Studierende aus nicht wirtschaftswissenschaftlich ausgerichteten Studiengängen wie Ingenieurwesen oder Naturwissenschaften. Diese Programme fordern jedoch die Teilnahme an zusätzlichen Vorlesungen, um fehlendes Spezialwissen auszugleichen. 
Im Vergleich zu anderen spezialisierten Master-Studiengängen, wie dem Master of Finance oder dem Master of Accounting, legt der Master of Commerce einen stärkeren Fokus auf theoretische Modelle. Somit ist der Master of Commerce, bezugnehmend auf den akademischen Anspruch und die angewandte Theorietiefe am besten mit dem in Deutschland üblichen Master of Science in Business Administration an einer deutschen Universität zu vergleichen.